# Джон Пікачіо
Джон Пікачіо (англ. John Picacio; нар. 3 вересня 1969) — американський художник, який спеціалізується на ілюстрації наукової фантастики, фентезі та жахів.

## Життєпис
Пікасіо народився 3 вересня 1969 року в Сан-Антоніо, штат Техас. Станом на 2007 рік він все ще живе і працює в Сан-Антоніо разом з дружиною і донькою. У 1992 році він здобув ступінь бакалавра архітектури в Техаському університеті в Остіні, а в 1996 році проілюстрував свою першу книгу — «Ось людина: видання до тридцятої річниці» Майкла Муркока (Mojo Press). У травні 2001 року він завершив свою кар'єру в архітектурі, щоб стати ілюстратором на повний робочий день.

### Доробок
Він захищає власний метод привернення уваги — надсилання фізичних зразків арт-директорам книг і журналів — оскільки:
«Навіть якщо у художника є хороший веб-сайт, було б гарною ідеєю розіслати фізичне нагадування про його мистецтво, щоб арт-директори могли його зберігати».
Його ранні роботи були представлені в багатьох щорічниках і мистецьких збірниках, включаючи Spectrum: The Best in Contemporary Fantastic Art, а також журнали, такі як Realms of Fantasy.
Відтоді Пікачіо займався дизайном і, зокрема, оформленням обкладинок для багатьох відомих книжок у жанрі фантастики, фентезі та жахів, надрукованих багатьма різними видавництвами, від деяких із найстаріших і найбільших американських науково-фантастичних видавництв (Random House / Ballantine Books / Del Rey; HarperCollins; Roc Books; Tor Books), останнім незалежним видавцям (Golden Gryphon Press; MonkeyBrain Books; Night Shade Books; Tachyon Publications; Earthling Publication та iBooks).
Пікачіо посилається на «взаємну повагу» між собою та його арт-директорами, які, як правило, дають йому «простір для створення» своїх творів мистецтва, які він бачить як частину взаємодії з читачем, «спілкування з розумною та досвідченою авдиторією». Він особливо добре співпрацює з колегою-технасом Крісом Роберсоном (автором і видавцем MonkeyBrain) і директором редакції науково-фантастичного видання Prometheus Books Піром Лу Андерсом. Він створив обкладинки для кількох сольних робіт Роберсона — від одного з його перших самвидавів, «Clockwork Storybook» 2002 року, до роману «Люди Ікс» 2007 року, — а також десятки обкладинок для майже всієї продукції видавництва MonkeyBrain Books. Для Андерса Пікачіо створив обкладинки для кількох антологій від багатьох компаній, починаючи з 2001 року Outside the Box у Wildside Press.

### Нагороди та номінації
Ілюстрації Пікачіо неодноразово відбиралися для престижного Spectrum Annual Кеті та Арні Феннер, щорічної виставки фентезі та наукової фантастики «Найкраще в сучасному фантастичному мистецтві», яка вшановує відомих художників і надає арт-директорам та ілюстраторам ресурс для посилання. У 2001 і 2006 роках він був нагороджений нагородою Міжнародної гільдії жахів за найкращого артиста та був почесним гостем на ArmadilloCon 2003.
У 2005 році він отримав нагороду Всесвітньої премії фентезі як найкращий художник та нагороду Чеслі за найкращу м'яку обкладинку (для книги Джеймса Тіптрі-молодшого Her Smoke Up Forever). У 2006 році він отримав премію Чеслі за художні досягнення, а у 2007 році премію Локус як найкращий художник. Він також номінувався на премію Г'юго як найкращий професійний художник у 2005 та 2010 роках, а також переміг у 2012 році. З 2002 року він отримав 5 номінацій на Всесвітній премії фентезі.
Його роботи також з'являлися в численних нагородах і номінаціях, зокрема Encyclopedia of Fantastic Victoriana Джесса Невінса та антологія Adventure Vol. 1, видана Крісом Роберсоном, обидва з MonkeyBrain.
У лютому 2008 року Пікачіо був помічений як ілюстратор сторінок (і обкладинки) «Елріка Викрадача душ» Майкла Муркока в новій серії комерційних видань романів Муркока про Елріка в м'якій палітурці, опублікованих Ballantine / Del Rey. Після роботи Пікачіо в першому томі (в «Елріку, щоб врятувати Танелорна») з'явиться робота видатного ілюстратора М. В. Калути, що поставить його у ще більш видатну компанію.
У 2014 році Пікачіо був нагороджений премією Inkpot Award.

### Помітні обкладинки
- Небезпечні видіння: видання до 35-ї річниці, Гарлан Еллісон (ed.) (iBooks, 2002)
- Помічник письменника фентезі Джеффрі Форда (Golden Gryphon, 2002) (обкладинка та попередній ескіз)
- Жити без мережі Лу Андерс (ред.) (Roc, 2004)
- Брама, Фредерик Пол (Ballantine/ Дель Рей, 2004)
- Чарівництво та дика романтика, Майкл Муркок (MonkeyBrain Books, 2004)
- Велика книга нового терору Стівена Джонса (вид.) (Robinson/Carroll & Graf, 2004)
- Її дим піднімався назавжди Джеймс Тіптрі молодший (Tachyon, 2004)
- Зірка циган, Роберт Сілверберг (Pyr, 2005)
- Бампер Кроп Джо Р. Ленсдейла (Golden Gryphon, 2005)
- «Привиди Колумбії» Л. Е. Модезітта молодшого (Tor Books, 2005)
- Котяча піжама та інші історії Джеймса Морроу (Tachyon, 2005)
- Пригоди, вип. 1, Кріс Роберсон (вид.) (MonkeyBrain Books, 2005)
- Червона планета Роберта Гайнлайна (Ballantine/ Дель Рей, 2006)
- Макрожиття Джорджа Зебровського (Pyr, 2006)
- Імперія морозива Джеффрі Форда (Golden Gryphon, 2006)
- Контактика за Лейбовіцем Волтера Міллера-молодшого (HarperCollins / Eos, 2006)
- Книга надприродного Говарда Лавкрафта Стівена Джонса (вид.) (Pegasus Books, 2006)
- Перемотування вперед 1, Лу Андерс (ред.) (Pyr, 2007)
- Люди Ікс: Повернення Кріса Роберсона (Кишенькові книги, 2007)
- Метачасовий детектив Майкла Муркока (Pyr, 2007)
- Елрік: Викрадач душ, Майкл Муркок (Ballantine/ Дель Рей, 2008)

### Художні колекції
- Обкладинка: Мистецтво Джона Пікачо (Вступ Майкла Муркока) (Книги MonkeyBrain, 2006)